# Manihiki
Manihiki är en av de 15 öarna i Cooköarna. Ön är en triangelformad atoll, 1 160 km norr om huvudön Rarotonga. Polynesier sägs ha levt på Manihiki sedan 1 500 år f.Kr men den första västerländska kontakten gjordes den 13 oktober 1822 av det amerikanska fartyget Good Hope. Befälhavaren på fartyget, kapten Patrickson gav ön namnet Humphrey Island. Ön är idag mest känd för sina svarta pärlor som skördas här.
Air Rarotonga flyger till ön varje torsdag från Rarotonga med ett kort stopp på Aitutaki.